# Centaurea grbavacensis
Centaurea grbavacensis — вид квіткових рослин айстрових (Asteraceae). Ареал: Північна Македонія, північна та центральна Греція. Належить до C. sect. Acrocentron. 2n = 2x = 22.

## Середовище
Населяє скелясті схили.

## Морфологічна характеристика
Багаторічна трав'яниста рослина. Стебла зазвичай 1–2, рідко багато, 20–50 см заввишки, прямовисні, рідко з вторинними стеблами, завжди безлисті, дерев'янисті біля основи, зазвичай голі зверху. Прикореневі листки черешкові, 8–35 см завдовжки, рідко павутинисті, з численними парами зазвичай серпоподібних сегментів (10)15–55 × (1)1.5–4.5 мм, суцільні або зубчасті або лопатеві. Філярії в кілька рядів, 4–8 мм завширшки, павутинчасті. Квітки темно-коричнево-пурпурові чи від жовтуватого до жовтого кольору, крайові злегка променисті. Сім'янки завдовжки 4–5 мм, біля основи бородчасті; папуси 6–8(9) мм, буруваті, у внутрішньому ряду 1.2–2 мм.